# Teksas południowoafrykański
Teksas południowoafrykański (lub transfer południowoafrykański) jest odmianą teksasu.  Po otwarciu 1BA lub 2BA skok na 4♣ jest transferem na kiery, a skok na 4♦ jest transferem na piki.